# Онкогинекология
Онкогинекология, также гинекологическая онкология, — раздел медицины, находящийся на стыке онкологии и гинекологии. Предметом изучения является гинекологический рак — совокупное обозначение доброкачественных и злокачественных опухолей женской репродуктивной системы, к которым относятся, в частности: рак влагалища, рак шейки матки, карцинома эндометрия, рак яичника, рак молочной железы, рак вульвы. Онкогинекологи изучают этиологию этих заболеваний, патогенез, методы профилактики, диагностики и лечения.

## Организации
Существуют различные онкогинекологические организации, например:
- Общество гинекологической онкологии[англ.], с 1972 года выпускающее журнал Gynecologic Oncology;
- Европейское общество гинекологической онкологии, основанное в 1983 году;
- Британское гинекологическое онкологическое общество[англ.] (BGCS).

## Методы лечения
Наиболее распространенным методом лечения является комбинированная терапия, включающая сочетание как хирургических, так и нехирургических вмешательств (радиотерапия, химиотерапия). НМИЦ онкологии имени Н. Н. Петрова выделяет пять методик лечения: лапароскопия, лапаротомия, комбинированные циторедуктивные операции, хирургические энергии, использование противоспаечных барьеров.

## В России
В созданном в 1927 году Николаем Николаевичем Петровым Научно-исследовательском институте онкологии (НИИ онкологии) было выделено гинекологическое отделение, положившее начало петербургской школе онкогинекологии.

## Рекомендуемая литература
- Ян Владимирович Бохман. Руководство по онкогинекологии. — Рипол-классик, 1989. — ISBN 9785458395489. — ISBN 5458395484.
- А. Г. Солопова, В. О. Бицадзе, А. Д. Макацария, Д. В. Блинов. Онкогинекология: введение в специальность и клинические решения. — «Медицинское информационное агентство, 2022. — 840 с. — ISBN 978-5-9986-0468-3.
- Бахидзе, Новикова, Мещерякова. Онкогинекология. Национальное руководство. — ГЭОТАР-Медиа, 2023. — 384 с. — (Национальное Руководство). — ISBN 978-5-9704-5329-2. — ISBN 978-5-9704-7343-6.